# 东华池塔
36°14′30″N 108°27′13″E / 36.2417°N 108.4536°E
东华池塔位于中华人民共和国甘肃省庆阳市华池县林镇乡东华池村，是一座八角形七层楼阁式砖塔。该塔始建于北宋，明代时曾重修。该塔通高26米，塔内的楼板已经毁坏。1963年和1981年，该塔被列为甘肃省文物保护单位。2001年，东华池塔被列为全国重点文物保护单位。

## 历史
东华池塔始建于北宋元符二年（1099年）:295，曾于金代明昌七年（1196年）被修葺、明朝嘉靖、万历、天启年间也有修缮记录。1963年，东华池塔被甘肃省人民委员会公布为甘肃省文物保护单位，此后该塔于1981年9月被再度确认为省级文物保护单位。2001年，东华池塔被列为全国重点文物保护单位。2012年，国家文物局出资对塔体进行了全面维修，该工程于2012年8月开工，2013年11月竣工，并于2015年通过验收。2016年，东华池塔周边被发现长出大量杂草，相关问题随后被当地文物部门处理。

## 结构
东华池塔位于中华人民共和国甘肃省庆阳市华池县林镇乡东华池村的宝塔山上。该塔为一座八角形七层的楼阁式砖塔，通高26米。塔下无基座。第一层每面宽3.29米，东北方向开有一扇高1.87米，宽1.04米，进深2.88米的券门，其余各面没有其他装饰。穿过券门可进入八角形塔室，每面宽0.97米，直径2.4米。塔内楼板和阶梯已经毁坏。自第一层向上各层逐层收分。第二层至第七层每面以砖砌八角柱分为三间，每层每面开有真假门，其中假门上有砖雕门簪和门钉，真假门的两侧开有假窗。第二层至第六层上下两层之间开门方向相互交错，第七层与第六层相同。各层塔檐以斗拱承挑叠涩出檐，檐椽为砖雕，檐上铺有瓦垄。第一层至第三层每层檐上均有可供人通行的平座，平座上有雕刻着云纹、飞凤、鹿、虎、卍字纹等形象的砖砌仿木栏杆。塔顶为石制塔刹，塔刹上分别雕刻有圆光、露盘和宝珠。:295-296